# David Raya
David Raya, né le 15 septembre 1995 à Barcelone en Espagne, est un footballeur international espagnol, qui évolue au poste de gardien de but au Arsenal FC.

## Biographie

### Blackburn Rovers
Né à Barcelone en Espagne, David Raya est formé par l'UE Cornellà avant de poursuivre sa formation en Angleterre, avec le club de Blackburn Rovers. Il commence toutefois sa carrière au Southport FC, où il est prêté en 2014. Il fait ensuite son retour et joue son premier match pour l'équipe première de Blackburn le 4 avril 2015, lors d'une rencontre de championnat face à Leeds United. Il est titulaire et son équipe s'impose par trois buts à zéro. Il prolonge son contrat avec Blackburn le 30 avril 2015, signant un contrat de trois ans, soit jusqu'en juin 2018. En février 2018, le club annonce une nouvelle prolongation de contrat de Raya, cette fois jusqu'en juin 2021.

### Brentford FC
Le 6 juillet 2019, David Raya s'engage pour un contrat de quatre ans au Brentford FC. Le transfert est estimé à trois millions de livres sterling. Le 3 août 2019, il joue son premier match sous ses nouvelles couleurs, en étant titularisé lors de la première journée de la saison 2019-2020 de Championship face à Birmingham City. Son équipe s'incline par un but à zéro ce jour-là.
En septembre 2020, l'Arsenal FC s'intéresse à Raya, le club londonien souhaitant le recruter pour concurrencer Bernd Leno mais Brentford refuse les offres qui lui sont faites. Lors de la saison 2020-2021 il participe à la montée du club en Premier League, Brentford retrouvant l'élite du football anglais 74 ans après l'avoir quitté,.
Il joue son premier match en Premier League le 13 août 2021, lors de la première journée de la saison 2021-2022 contre l'Arsenal FC. Il est titularisé et son équipe s'impose par deux buts à zéro,.

### Arsenal FC
Le 15 août 2023, David Raya rejoint l'Arsenal FC sous la forme d'un prêt d'une saison avec option d'achat,. Il est notamment en concurrence avec Aaron Ramsdale pour le poste de titulaire. 
Raya joue son premier match pour Arsenal le 17 septembre 2023, lors d'une rencontre de Premier League face à l'Everton FC. Il est titularisé et son équipe s'impose par un but à zéro. Il prend alors l'avantage sur Ramsdale dans l'esprit de l'entraîneur Mikel Arteta malgré quelques erreurs lors de ses premières rencontres et s'impose définitivement au fil de la saison. Raya remporte le golden glover de meilleur gardien de Premier League en fin de saison et réalise 16 clean sheets en championnat.
En juillet 2024, Arsenal FC valide l'option d'achat de Raya et le joueur s'engage pour plusieurs saisons.

### En sélection
Le 11 novembre 2022, David Raya fait partie de la sélection de 26 joueurs établie par Luis Enrique pour participer à la Coupe du monde 2022.
En mai 2024, il figure dans une liste élargie de 29 joueurs appelés par Luis de la Fuente pour l'Euro 2024 puis il fait partie de la liste définitive de 26 joueurs publiée le 7 juin,.
En mai 2025, il fait partie du groupe de 26 joueurs convoqués pour participer à la phase finale de la Ligue des nations.

## Palmarès
Avec Arsenal FC, David Raya est vice-champion d'Angleterre en 2024 et 2025.

### En sélection
Avec l'équipe d'Espagne, David Raya remporte la Ligue des nations en 2023 et l'Euro en 2024.

### Distinctions individuelles
- Membre de l'équipe-type de la Premier League 2024[22]

## Statistiques
| Saison                | Club                  | Championnat           | Championnat | Championnat | Championnat | Coupe nationale | Coupe nationale | Coupe nationale | Coupe de la Ligue | Coupe de la Ligue | Coupe de la Ligue | Compétition(s) continentale(s) | Compétition(s) continentale(s) | Compétition(s) continentale(s) | Compétition(s) continentale(s) | Espagne | Espagne | Espagne | Total | Total | Total |
| Saison                | Club                  | Division              | M.          | B.          | P.d.        | M.              | B.              | P.d.            | M.                | B.                | P.d.              | Comp.                          | M.                             | B.                             | P.d.                           | M.      | B.      | P.d.    | M.    | B.    | P.d.  |
| 2014-2015             | Southport (prêt)      | National League       | 16          | 0           | 0           | 4               | 0               | 0               | -                 | -                 | -                 | -                              | -                              | -                              | -                              | -       | -       | -       | 20    | 0     | 0     |
| 2014-2015             | Blackburn Rovers      | Championship          | 2           | 0           | 0           | -               | -               | -               | -                 | -                 | -                 | -                              | -                              | -                              | -                              | -       | -       | -       | 2     | 0     | 0     |
| 2015-2016             | Blackburn Rovers      | Championship          | 5           | 0           | 0           | -               | -               | -               | -                 | -                 | -                 | -                              | -                              | -                              | -                              | -       | -       | -       | 5     | 0     | 0     |
| 2016-2017             | Blackburn Rovers      | Championship          | 5           | 0           | 0           | 1               | 0               | 0               | 2                 | 0                 | 0                 | -                              | -                              | -                              | -                              | -       | -       | -       | 8     | 0     | 0     |
| 2017-2018             | Blackburn Rovers      | League One            | 45          | 0           | 0           | -               | -               | -               | 2                 | 0                 | 0                 | -                              | -                              | -                              | -                              | -       | -       | -       | 47    | 0     | 0     |
| 2018-2019             | Blackburn Rovers      | Championship          | 41          | 0           | 1           | 2               | 0               | 0               | 3                 | 0                 | 0                 | -                              | -                              | -                              | -                              | -       | -       | -       | 46    | 0     | 1     |
| Sous-total            | Sous-total            | Sous-total            | 98          | 0           | 1           | 3               | 0               | 0               | 7                 | 0                 | 0                 | -                              | 0                              | 0                              | 0                              | 0       | 0       | 0       | 108   | 0     | 1     |
| 2019-2020             | Brentford             | Championship          | 49          | 0           | 0           | -               | -               | -               | -                 | -                 | -                 | -                              | -                              | -                              | -                              | -       | -       | -       | 49    | 0     | 0     |
| 2020-2021             | Brentford             | Championship          | 45          | 0           | 0           | -               | -               | -               | 3                 | 0                 | 0                 | -                              | -                              | -                              | -                              | -       | -       | -       | 48    | 0     | 0     |
| 2021-2022             | Brentford             | Premier League        | 24          | 0           | 0           | 1               | 0               | 0               | -                 | -                 | -                 | -                              | -                              | -                              | -                              | 2       | 0       | 0       | 27    | 0     | 0     |
| 2022-2023             | Brentford             | Premier League        | 38          | 0           | 0           | -               | -               | -               | 1                 | 0                 | 0                 | -                              | -                              | -                              | -                              | -       | -       | -       | 39    | 0     | 0     |
| Sous-total            | Sous-total            | Sous-total            | 156         | 0           | 0           | 1               | 0               | 0               | 4                 | 0                 | 0                 | -                              | 0                              | 0                              | 0                              | 2       | 0       | 0       | 163   | 0     | 0     |
| 2023-2024             | Arsenal (prêt)        | Premier League        | 32          | 0           | 0           | -               | -               | -               | -                 | -                 | -                 | C1                             | 9                              | 0                              | 0                              | 4       | 0       | 0       | 45    | 0     | 0     |
| 2024-2025             | Arsenal               | Premier League        | 38          | 0           | 0           | 1               | 0               | 0               | 3                 | 0                 | 0                 | C1                             | 13                             | 0                              | 0                              | 5       | 0       | 0       | 60    | 0     | 0     |
| 2025-2026             | Arsenal               | Premier League        | 1           | 0           | 0           | 0               | 0               | 0               | 0                 | 0                 | 0                 | C1                             | 0                              | 0                              | 0                              | 0       | 0       | 0       | 1     | 0     | 0     |
| Sous-total            | Sous-total            | Sous-total            | 71          | 0           | 0           | 1               | 0               | 0               | 3                 | 0                 | 0                 | -                              | 22                             | 0                              | 0                              | 9       | 0       | 0       | 106   | 0     | 0     |
| Total sur la carrière | Total sur la carrière | Total sur la carrière | 341         | 0           | 1           | 9               | 0               | 0               | 14                | 0                 | 0                 | -                              | 22                             | 0                              | 0                              | 11      | 0       | 0       | 397   | 0     | 1     |